# アンナ・ガッサー
アンナ・ガッサー（Anna Gasser, 1991年8月16日 - ）は、オーストリアのスノーボード選手。2018年平昌オリンピックのスノーボード競技ビッグエアー種目金メダリスト。

## 人物
幼少時は体操競技をやっており、2010年にスノーボードに転向した。2014年ソチオリンピックではスロープスタイルに出場に10位に終わったが、2017年世界選手権ビッグエアーで「バックサイド・ダブルコーク1080」を決めて優勝を果たした。2018年平昌オリンピックではスロープスタイルで15位に留まったものの、新種目のビッグエアーでは「キャブダブルコーク1080」を決め金メダルを獲得した。